# Lijst van burgemeesters van Oudkarspel
Dit is een lijst van burgemeesters van de voormalige Nederlandse gemeente Oudkarspel. In 1941 fuseerde Broek op Langendijk, Oudkarspel, Noord- en Zuid-Scharwoude tot de gemeente Langedijk.
| Ambtsperiode | Naam burgemeester                  | Partij of stroming | Bijzonderheden                                                               |
| ------------ | ---------------------------------- | ------------------ | ---------------------------------------------------------------------------- |
| 1825 - 1866  | M. (Matthijs) Kroon (ca.1791-1866) |                    | tevens burgemeester van Noord-Scharwoude (1830-1843)                         |
| 1866 - 1899  | C. (Cornelis) Kroon (1822- 1902)   |                    | tevens burgemeester van Noord-Scharwoude (1856-1901) zoon van Matthijs Kroon |
| 1899 - 1904  | F.F.F. Fuhrhop                     |                    | later burgemeester van Schoten                                               |
| 1904 - 1905  | C.W. Hopster                       |                    | later burgemeester van Hennaarderadeel                                       |
| 1906 - 1913  | M.J. Kroon                         |                    |                                                                              |
| 1913 - 1926  | A.C. Kroon                         |                    |                                                                              |
| 1926 - 1941  | A.J. Wijnveldt                     |                    |                                                                              |